# Turnu - Variașu
Turnu - Variașu este o arie protejată (sit de importanță comunitară — SCI) din România, desemnată în scopul protejării biodiversității și menținerii într-o stare de conservare favorabilă a florei spontane și faunei sălbatice, precum și a habitatelor naturale de interes comunitar aflate în arealul zonei de protecție. Aceasta este întinsă pe o suprafață de 327,8 ha, integral pe uscat.

## Localizare
Centrul sitului Turnu - Variașu este situat la coordonatele 46°16′37″N 21°07′40″E / 46.276955°N 21.127828°E. Situl se întinde pe teritoriul administrativ al orașului Pecica din județul Arad.

## Înființare
Situl Turnu - Variașu a fost declarat sit de importanță comunitară (ROSCI0401) în septembrie 2011 pentru a proteja un număr necunoscut de specii din flora spontană și fauna sălbatică aflate în arealul zonei.

## Biodiversitate
Situată în ecoregiunea panonică, aria protejată conține 1 habitat natural: Stepe și mlaștini sărate panonice.
La baza desemnării sitului se află un număr nedeclarat de specii protejate.
Pe lângă speciile protejate, pe teritoriul sitului au mai fost identificate 11 specii de plante, 1 specie de reptile.